# Amitabha

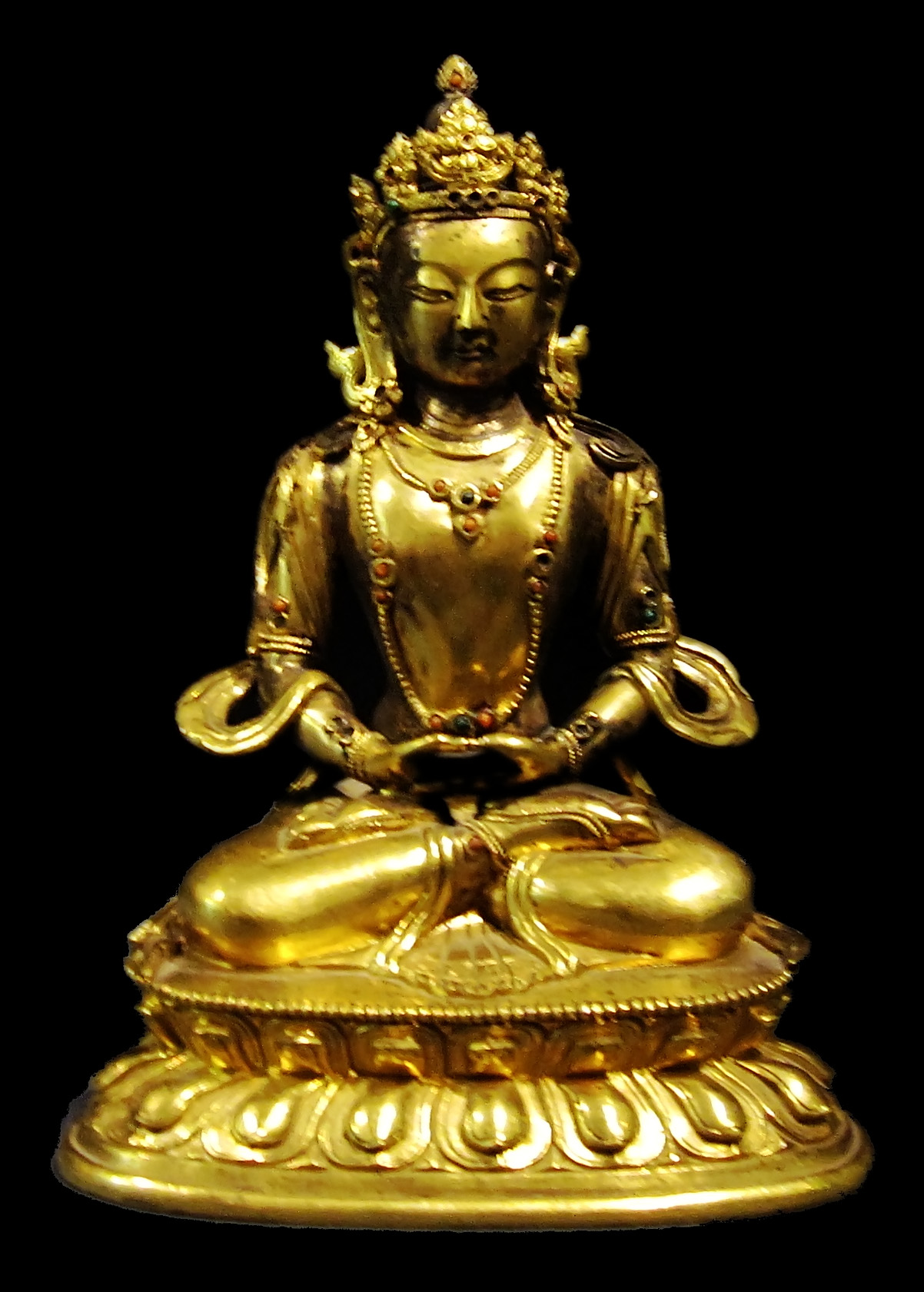
Figurka Amitajusa w muzeum w Wiedniu

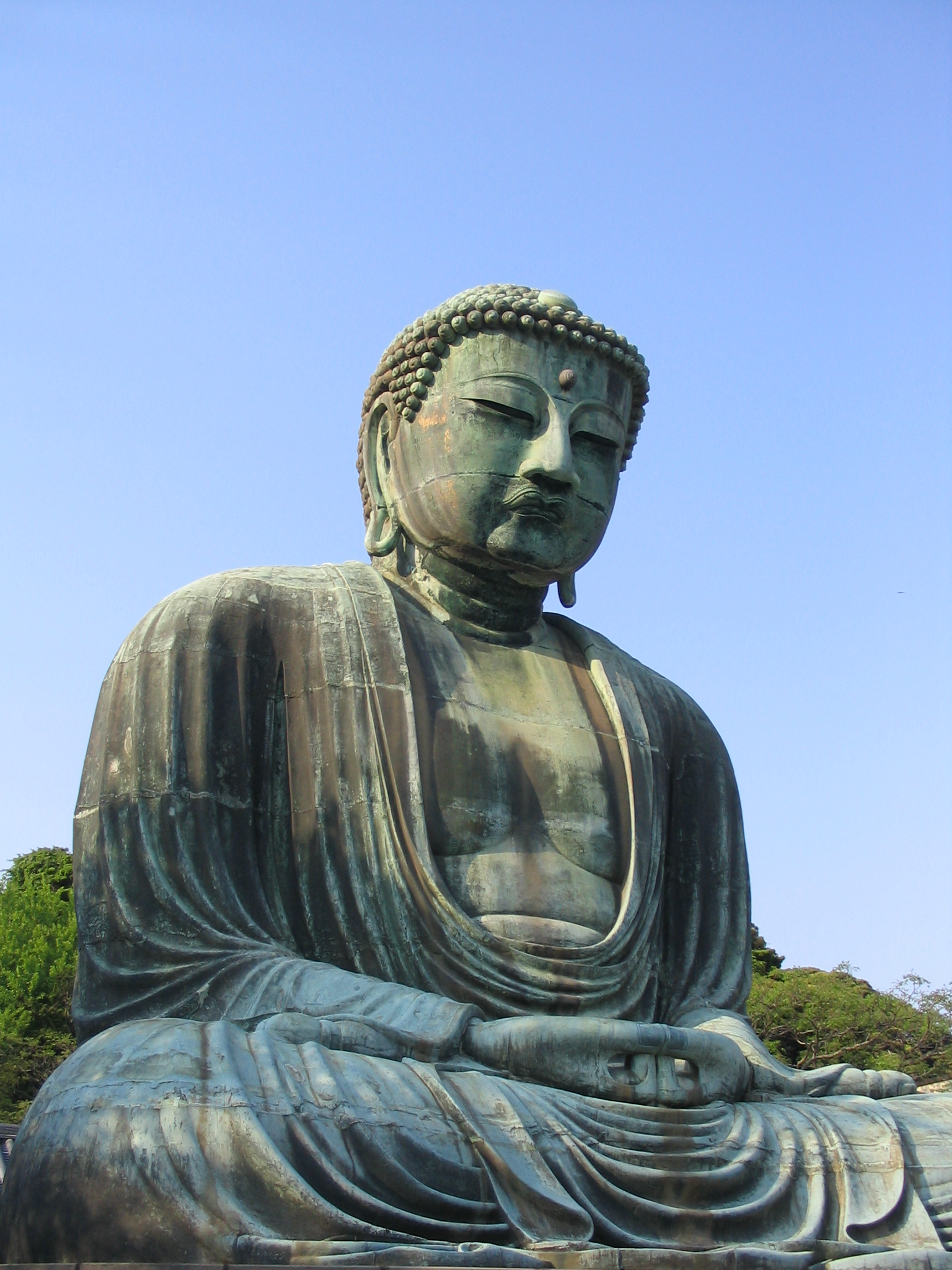
Posąg Daibutsu (Amitabha) w Kamakura

Budda Nieograniczonego Światła (skt. Amitābha (अमिताभ), tyb. Opame འོད་དཔག་མེད (Wylie 'od dpag med); chin. upr. 阿弥陀佛; chin. trad. 阿彌陀佛, pinyin Ēmítuó Fó; kor. Amit’abul 아미타불; jap. Amida Nyorai 阿弥陀如来; wiet. A Di Đà Phât) – najbardziej czczony z tzw. buddów medytacyjnych (skt. Dhyāni-buddha), a więc niehistorycznych. Jego nazwa określa go jako źródło życia i światła. Jest władcą Zachodniego Raju – Sukhawati (skt. Sukhāvatī; chiń. Xīfāng jílè shìjiè 西方極樂世界; jap. Saihō Goraku Sekai). W buddyzmie Diamentowej Drogi jest jednym z Pięciu Dhjanibuddów.
W swoich poprzednich istnieniach był bodhisattwą Dharmakārą, który po pięciu kalpach medytacji i po złożeniu 48 ślubowań wobec buddy Lokeśwararadży (skt. Lokeśvararāja) osiągnął stan buddy.

## Przedstawianie buddy
Amitabha jest aspektem buddy związanym z Czystą Krainą Najwyższej Radości. Jest centralną postacią praktyki phowa. Występuje we wszystkich szkołach mahajany. Formą sambhogakai (jednym z trzech ciał Buddy) Buddy Amitabhy jest Amitajus, Budda Nieograniczonego Życia (skt. Amitayus, tyb. Tsepame). Przedstawiany jako czerwony Budda siedzący na tronie podtrzymywanym przez pawie.
Bodhisattwa Awalokiteśwara (skt. Avalokiteśvara) jest nazywany duchowym synem Amitabhy, a bodhisattwa Mańdziuśri (skt. Manjuśri) jest jego innym aspektem, wyrażającym mądrość. Szczególną formą Amitabhy jest Amitajus (skt. Amitāyus), Budda Nieskończonego Życia. W szkole Czystej Krainy jego posągi symbolizowały układem mudry dziewięć klas nirwany (skt. nirvāna) od najniższej klasy i najniższego życia do najwyższej klasy i najwyższego życia w różnych wzajemnych układach tych elementów. Często był przedstawiany w triadzie: po lewej stronie bodhisattwa Awalokiteśwara (skt. Avalokiteśvara), a po prawej – Mahasthamaprapta (skt. Mahāsthāmaprāpta).
Nasienną sylabą Amitabhy jest Hri, a jego atrybutem jest lotos. Amitabha reprezentuje mądrość rozróżniającą, która powstaje po przekształceniu uczucia pożądania i przywiązania. Jest także uważany za buddę oświecającego. Znajduje się on po zachodniej stronie mandali Pięciu Dhjanibuddów. Jego partnerką (skr. Shakti) jest Pandara (skt.; tyb.: Karmo), jego mudrą jest gest medytacji (skr. dhjanamudra), a żywiołem ogień. Amitabha uosabia skandhę postrzegania.
Z punktu widzenia związków przyczynowych stan buddy Amitabhy jest urzeczywistnieniem ponadświatowych ślubowań i chwalebnych praktyk, które on, jako bodhisattwa, spełnił. Tak więc Amitabha jest również Ciałem Urzeczywistnienia (skt. sambhogakāya) Buddy. Te dwa ciała, powiązane ze sobą i zmieszane, tworzą organiczną całość buddy Amitabhy.

## Kult Amitabhy
W licznych odłamach szkoły Czystej Krainy usuwa w cień wszystkich innych buddów, nawet Wajroczanę (skt. Vairocana) i historycznego Buddę Śakjamuniego (skt. Śakyamuni). Dla wyznawców tej szkoły buddyzmu jest samym przejawieniem Tathaty (takości); jest wcieleniem wrodzonej zasługi i mądrości Tathaty w formie nieskończonego życia i światła. Kwintesencją Amitabhy jest zatem ostateczna rzeczywistość lub uniwersalna zasada rzeczywistości (skt. tathatā, bhūta-tathatā, dharmatā itd.). W tym sensie Amitabha jest Ciałem Prawa (skt. dharmakāya) Buddy.

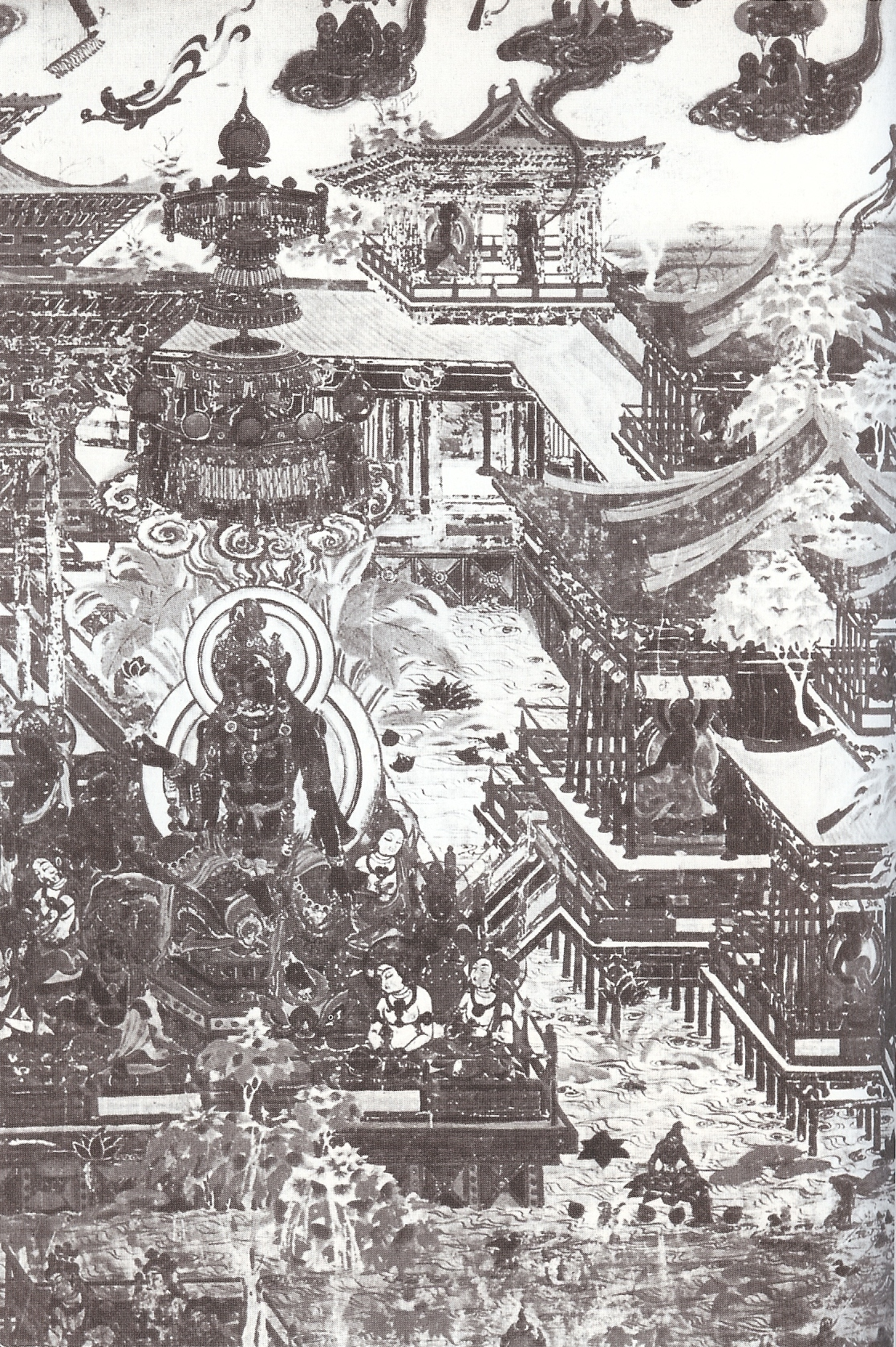
Czysta Kraina buddy Emituo (Amitabhy). Mural z jaskini 172 w Dunhuangu z okresu Tang (618–907)

Wyznawcy zen mają do niego taki sam stosunek jak do wszystkich innych buddów; oddają mu cześć pokłonami, ale nie oczekują pomocy. Czczenie Amitabhy było znaczącym punktem zwrotnym w historii buddyzmu, gdyż ukazało nową drogę do wyzwolenia, która nie jest zależna od nieskończonej ilości odrodzeń. Nie zależy także od własnego wysiłku (patrz: chan), ale od pomocy z zewnątrz – od buddy – co zbliża ten odłam buddyzmu do religii teistycznych takich jak chrześcijaństwo. Tym samym droga ta stała się drogą łatwą. Już samo wzywanie imienia buddy Amitabhy jest wystarczające do wybawienia i odrodzenia w raju Sukhawati. Amitabha nie jest jednak bogiem:
- Amitabha nie jest stwórcą[4]
- Amitabha nie jest ostatecznym bytem[5]
- Amitabha nie jest włączony w historię
- Amitabha nie jest sędzią